# CROSS FIRE (アダルトゲーム)
『CROSS FIRE』（クロスファイア）は、2006年12月22日にJANISから発売された18禁学園恋愛バトルアドベンチャーゲームである。
キャッチコピーは「――あなたを護る。それが私に課せられた使命」。

## 概要
ミッション系の学園を舞台とした、伝奇恋愛バトル作品。JANISとしては、2003年6月6日発売の『CANDY TOYS』から3年ぶりの新作である。開発はPalmTreeが担当している。
2006年9月21日発売の『TECH GIAN』同年11月号を皮切りに各アダルトゲーム誌で紹介され、同日に日本全国の店頭でポスターの公開やチラシの配布が開始された後、同年11月8日にはGame-Styleで特集ページが組まれた。また、同年11月11日からは日本全国の店頭でデモ&体験版ディスクの配布が開始された。なお、この時点では神威玲鳴役の声優がかわしまりのと発表されており、サンプルボイスまでは彼女の声が収録されているが、同年12月6日には桃井いちごへの変更が発表され、製品版は彼女の声で収録されている。
2008年4月11日にはダウンロード販売が開始された。
2014年12月12日には、2巻に分割されたDVDPG版がD-PLAYから同時発売された。

## あらすじ
ミッション系の聖リリウム学園に通う少年の天海戒は、唯一の肉親だった姉の天海百合を5年前に亡くして以降、親戚による援助を受けながら友人たちとの学園生活を楽しんでいた。しかし、謎めいた少女の神威玲鳴が転校してきた日を境として、それまでの日常は終わりを告げる。殺人事件をはじめとする数々の不穏な出来事を経て、ついには漆黒の妖魔に襲われたのだ。まもなく絶体絶命の危機に陥った戒のもとへ、拳銃を手にした玲鳴が駆けつける。見事な手並みで妖魔を撃退した玲鳴が戒の24時間護衛を申し出る一方、危機は彼の知人たちにも迫ろうとしていた。

## 登場人物
天海 戒（あまみ かい）
主人公。幼少時に両親を、5年前に母代わりでもあった優しい姉の天海 百合（あまみゆり、声：うちのぽち）をそれぞれ亡くした少年。百合の交通事故死後は彼女の恋人だった親戚にして担任教師の播磨 薫（はりま かおる、声：深谷南）に援助されながら一人暮らしを営み、悪友の白柳 由宇太（しろやなぎ ゆうた、声：永倉仁八）たちとの学園生活を楽しんでいる。
神威 玲鳴（かむい れな）
声：桃井いちご（サンプルボイスはかわしまりの）
転校生の謎めいた少女。拳銃を手に妖魔と戦える高い戦闘能力とは裏腹に、表情や一般常識に乏しいが、勉強は化学を中心に得意。レライカに襲われた戒を救い、彼の24時間護衛に就く。
大石 楓（おおいし かえで）
声：長崎みなみ
主人公の隣人で同級生の少女。世話を焼きたがる割に家事や勉強が駄目だが、剣道を中心にスポーツは得意。
アンジェラ・オルシーニ
声：民安ともえ
通称「アンジェ」。アメリカ人交換留学生の眼鏡少女。方向音痴のドジっ娘で、雷を嫌う怖がりでもある。
ジュデッカ
声：サトウユキ
アンジェラを姉と慕う銀髪の少女。しかし、アンジェラはジュデッカにまったく面識がない。
レライカ
戒を付け狙う漆黒の妖魔。

## スタッフ
- 原画：相坂ナオキ[1]
- シナリオ：逆神紅夜[1]

## 主題歌
2曲とも製作はAngel Note。
主題歌「Keep back my tears」
作詞：中山♥マミ / 作曲：不知火つばさ / 歌：中山♥マミ
初回製造版の特典CDやイマ・エンターテイメントのコンピレーションアルバム「GWAVE 2006 2nd Strike」に収録。
エンディング「Get back shining sky」
作詞：中山♥マミ / 作曲：不知火つばさ / 歌：中山♥マミ
初回製造版の特典CDに収録。